# Melangyna ambustus
Melangyna ambustus är en tvåvingeart som först beskrevs av Walker 1852.  Melangyna ambustus ingår i släktet flickblomflugor, och familjen blomflugor. Inga underarter finns listade i Catalogue of Life.